# Багрова, Ирина Юрьевна
Ирина Юрьевна Багрова (р. 21 августа 1926, Москва, СССР) — советский и российский библиотечный деятель, библиотековед, библиографовед, заслуженный работник культуры РСФСР (1975).

## Биография
Родилась 21 августа 1926 года в Москве. 
В 1941 году поступила на юридический факультет МГУ, который окончила в 1946 году. В том же году защитила диссертацию на соискание учёной степени кандидата юридических наук. 
С 1952 года работала в библиотеке им. В. И. Ленина, где заведовала справочно-библиографическим отделом.

## Научные работы
Основные научные работы посвящены проблемам библиотечного дела. Автор свыше 100 научных работ.

## Членство в обществах
- Член выборного секретаря библиографической секции ИФЛА
- Член Международного комитета по документации социальных наук при ЮНЕСКО
- Член Московской библиотечной ассоциации

## Награды, почетные звания
- Орден Трудового Красного Знамени (1967)
- Заслуженный работник культуры РСФСР (1975)[1]
- Медаль ордена «За заслуги перед Отечеством» II степени (1999)[2]